# 王珂 (足球运动员)
王珂（1983年8月1日—），是中国足球运动员，身材矮小，主要司职前腰或影子前锋。
王珂是上海申花在九十年代末送去巴西留学的几名球员中后来最出名的一个，2000年被召回后进入一线队。此后，王珂获得不少上场机会和入球，但是始终在替补与主力之间徘徊。2008年，赛季开始前，王珂转会北京国安，根据报道他的140万元转会费中有10万是因为转会心切而自掏腰包支付给申花的。2010赛季后，王珂一度退役，但在2011赛季二次转会期间复出加盟乙级队青岛青科。